# Magatzem al carrer de Galió, 11-13
El Magatzem al carrer de Galió, 11-13 és un edifici modernista de la ciutat de Reus (Baix Camp), inclòs en l'Inventari del Patrimoni Arquitectònic de Catalunya. Es coneix també com Cal Casagualda.

## Descripció
És un magatzem que consta de planta baixa i terrassa d'estil modernista però força senzill. Destaca el gran nombre d'obertures dels murs; a la planta baixa hi ha arcs escarsers, algun d'ells tapiat. Al pis superior, la terrassa, en canvi, la trobem tancada amb arcs conopials i unes persianes de fusta, amb una barana de pedra força treballada. Tota la façana es troba arrebossada.

## Història
EL projecte està signat per Pau Monguió, amb el vistiplau de Pere Caselles, encara que sembla que l'obra és de Pere Caselles, que com a arquitecte municipal no podia signar projectes privats. L'obra la promogué M. Casagualda, el tretze de novembre de 1903.